# Héctor Vigliecca
Héctor Vigliecca (Montevidéu, 16 de outubro de 1940) é um arquiteto e urbanista uruguaio naturalizado brasileiro que vive no Brasil desde 1975. Possui uma vasta produção que abarca desde projetos de habitação de interesse social, arenas esportivas e edifícios nos âmbitos cultural, educacional e institucional, até grandes intervenções urbanas. É sócio-fundador, com a arquiteta Luciene Quel, do escritório Vigliecca & Associados, com sedes em São Paulo e no Rio de Janeiro.
Reconhecido principalmente por sua expertise em urbanismo e atuação em áreas críticas, destaca-se por atualizar o debate na arquitetura brasileira e demonstrar uma alternativa na atuação de projetos públicos. Trata a arquitetura além do objeto – como um processo de construção da cidade.
Notabiliza-se pela expressiva participação em concursos públicos nacionais e internacionais, que já resultou em 50 prêmios e inspirou o livro “Hipóteses do Real” (2013), compilação de projetos criados para concursos públicos entre 1971 e 2011. Tem mais dois livros bilíngues publicados: "Arena Castelão: Governador Plácido Aderaldo Castelão" (2014) e "O Terceiro Território - Habitação Coletiva e Cidade" (2015).
É possível identificar no trabalho de Héctor Vigliecca uma parte importante da história do pensamento sobre a arquitetura e a cidade contemporânea.
Atualmente é professor aposentado da Faculdade de Arquitetura e Urbanismo da Universidade Presbiteriana Mackenzie, permanecendo somente no quadro de professores da pós-graduação.

## Biografia

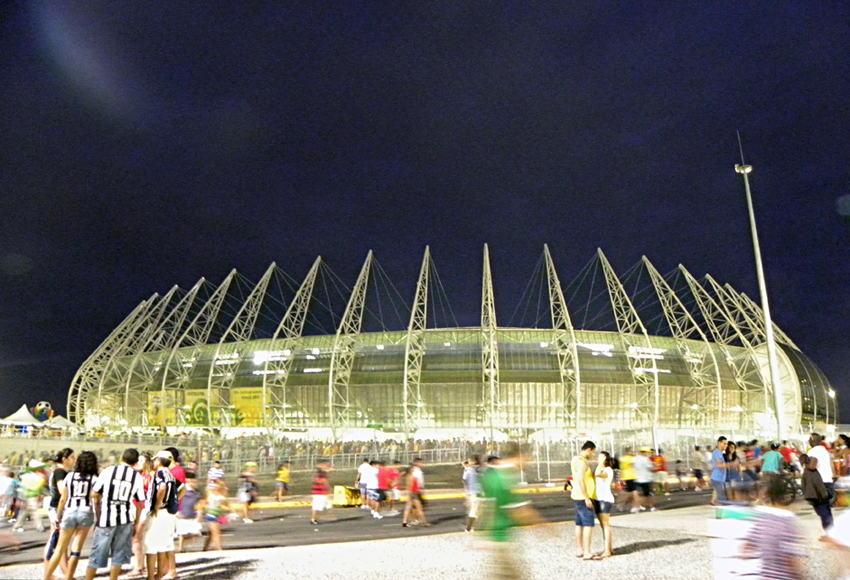
Arena Castelão, 2013

Graduado em arquitetura pela Universidad da La República – UDELAR (1968), no taller de Antonio Cravotto, em Montevidéu, ele participou, ainda no período universitário, de um grupo de estudos denominado Núcleo Sol, que se opunha aos preceitos da Carta de Atenas e acreditava nas lições do "Team X", ou seja, na recuperação da rua, da estrutura contínua, com densidades equilibradas e mistura de funções. O Núcleo Sol apostava em projetos relacionados com o entorno e que fossem comprometidos socialmente. Após se formar, passou três anos na Europa entre Inglaterra, Alemanha, Espanha e Itália – onde realizou pós-graduação em Urbanismo pela Università degli Studi di Roma.
Ao retornar a Montevidéu, no início da década de 1970, fez parte do escritório-modelo Estúdio 18, mais tarde chamado Estúdio Reconquista. Lá se deram associações pontuais múltiplas, caracterizadas por uma permanente crítica e troca de ideias, em um clima muito fraternal. É desta época o Complexo Bulevar Artigas, conjunto residencial para o Centro Cooperativista Uruguayo, projeto realizado por Héctor Vigliecca, Arturo Vilaamil, Ramiro Bascans e Thomas Sprechmann.
Em 1975, Héctor mudou-se para o Brasil. Em São Paulo, trabalhou com o arquiteto Joaquim Guedes (participou do desenvolvimento do Novotel, no Morumbi) e foi chefe do Departamento de Arquitetura do Consórcio Nacional de Engenheiros Construtores (CNEC) – período áureo das empresas de engenharia no Brasil –, onde fez projetos de grande porte, como a construção de novas cidades em vilas inundadas por barragens. Em seguida, inaugurou o escritório Padovano & Vigliecca Arquitetos, que manteve por sete anos e, em 1996, fundou o Vigliecca & Associados – em atividade.
Paralelamente à carreira profissional, participa do meio acadêmico desde a década de 1970. Foi professor do curso de Arquitetura da UDELAR, em Montevidéu, e das universidades Mackenzie e UNIP, em São Paulo (de 1992 a 2012). Mantém-se como professor convidado e ministra palestras.

## Prêmios

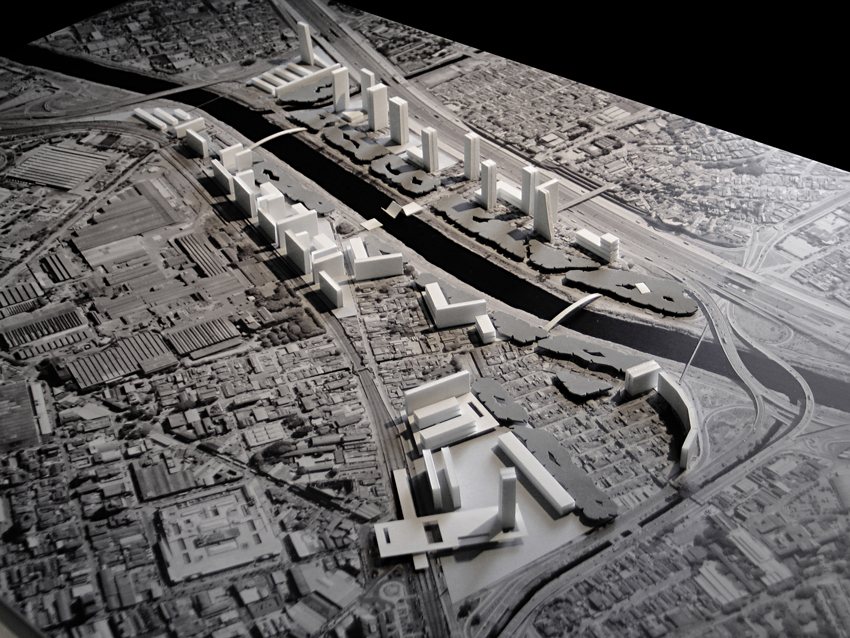
Maquete da OUC Tietê II, 2007

Héctor é um dos arquitetos mais premiados do Brasil. Entre as principais distinções estão “Os Melhores de 2012”, categoria “Urbanidade”, concedido pela APCA (Associação Paulista de Críticos de Arte), “Prêmio Destaque” na Bienal Internacional de Arquitetura de São Paulo (1993 e 2003), “O Melhor da Arquitetura”, da Editora Abril, pela reurbanização da Rua Oscar Freire e pelo projeto de habitação social e reurbanização na favela de Heliópolis, ambos em 2008, e o “Medalla de Oro” concedido pela Sociedad de Arquitectos de Uruguay (SAL), em 1977. Em 2010, recebeu três prêmios do IAB-SP (Instituto de Arquitetos do Brasil) de uma só vez: Prêmio Especial Joaquim Guedes – Melhor Obra Construída (reurbanização Área de Portais, Osasco-SP), 1º Prêmio, categoria Urbanismo (projeto Operação Urbana Consorciada Tietê II, Osasco-SP) e Menção Honrosa, categoria Habitação de Interesse Social (projeto Parque Novo Santo Amaro V, São Paulo-SP). Foi reconhecido ainda pela Câmara Municipal de São Paulo, da qual ganhou “Homenagem a arquitetos e urbanistas latino-americanos que muito contribuíram para a construção da cidade de São Paulo” (2011) e foi indicado aos prêmios internacionais Marcus Foundation Prize e Mies van der Rohe, esta uma das mais relevantes premiações da arquitetura mundial.
Seu projeto para o concurso público internacional do Grande Museu do Egito, no Cairo, recebeu Menção Honrosa (2003). Sua equipe foi a única não europeia entre as dez finalistas. Considerado o maior concurso internacional dos últimos 20 anos, contou com 1.557 candidatos de equipes que envolviam grandes nomes da arquitetura mundial.
Indicado ao 4° Zumtobel Group Award 2014 pelo projeto Parque Novo Santo Amaro V. Esse projeto também foi selecionado entre os 36 mais expressivos das Américas pelo Mies Crown Hall Americas Prize 2014.
O arquiteto recebeu homenagem de seu país de origem, o Uruguai, pela contribuição ao futebol internacional ao realizar o projeto da Arena Castelão. A cerimônia foi realizada durante a Copa do Mundo, no Brasil, no Museu do Futebol.
Héctor Vigliecca participou da Bienal de Veneza 2014 com dois projetos no Pavilhão do Brasil: Parque Novo Santo Amaro V e Jardim Vicentina.
Seu projeto para o Concurso Anexo da Biblioteca Nacional, promovido pela Companhia de Desenvolvimento Urbano da Região Portuária (CDURP), Fundação Biblioteca Nacional e Instituto de Arquitetos do Brasil – IAB/RJ, venceu por unanimidade. O resultado foi divulgado em 14 de novembro de 2014.

## Principais projetos

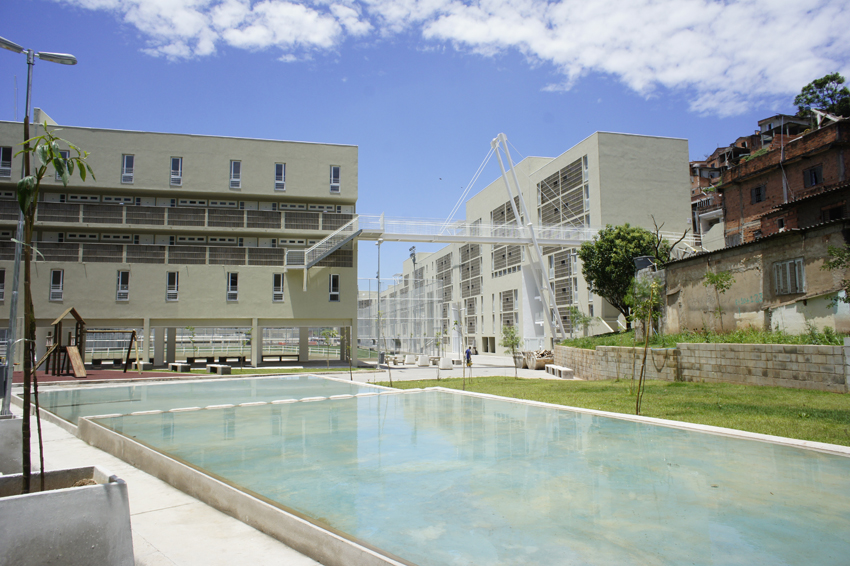
Parque Novo Santo Amaro V, 2012

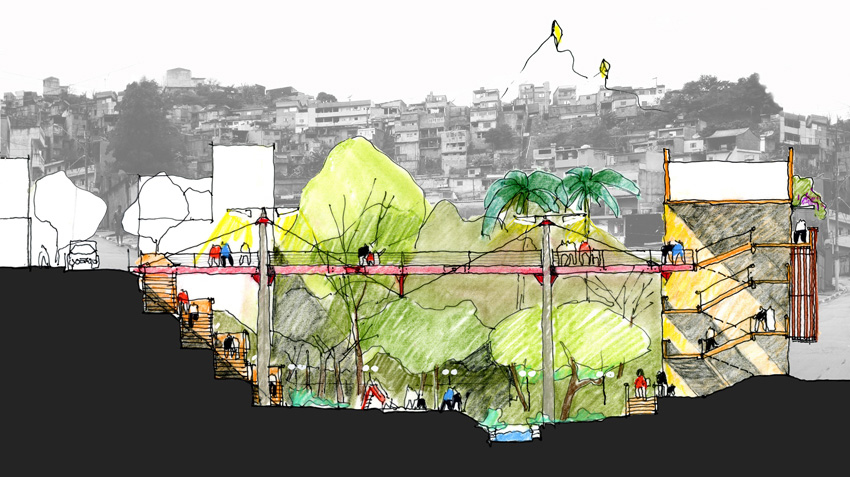
Croqui do Parque Novo Santo Amaro V, 2010

Héctor Vigliecca é reconhecido por inaugurar um novo modo de pensar a habitação de interesse social no Brasil. Diferencia-se por levantar questões e soluções específicas para cada tema, evitando modelos pré-concebidos, e pelo modo peculiar com que lida com o território, respeitando e reconhecendo as características do ambiente e a experiência humana preexistente. O projeto Parque Novo Santo Amaro V é um exemplo. Mais do que criar moradias para famílias que viviam de forma precária, o projeto trouxe melhoria urbana para a comunidade de baixa renda, situada em uma região de mananciais na zona sul de São Paulo. O projeto se insere na paisagem urbana, valorizando seus recursos.
Outro exemplo é o Residencial Sílvio Baccarelli (concluído em 2013), mais conhecido como Heliópolis Gleba H. O projeto de reurbanização e habitação em Heliópolis, uma das maiores favelas brasileiras localizada na zona sul de São Paulo, é o segundo do escritório na região. Complexo e inovador, esse projeto reorganiza e dá forma aos espaços vazios deixados entre prédios da COHAB preexistentes na quadra, integrando-os ao novo em um grande conjunto urbano.
Em 2011 começou a desenvolver projetos de habitação de interesse social para dois programas do governo municipal: Renova SP – Perímetro do Morro do S4, em São Paulo, e Morar Carioca/Morro dos Macacos, no Rio de Janeiro.
Entre os projetos no qual obteve primeiro lugar em concursos e licitações públicas se destacam a Operação Urbana Consorciada Mooca-Vila Carioca, um dos maiores planos urbanos de São Paulo (2012-em andamento), e o Parque Olímpico de Deodoro, um dos palcos da Olimpíada 2016, no Rio de Janeiro, com área de 2,5 milhões de metros quadrados. Trata-se do primeiro parque olímpico da RIO 2016 em tamanho e segundo em capacidade, sede de jogos de 11 modalidades olímpicas e 4 paralímpicas.
Outro projeto de grande escala de Héctor e equipe é a modernização da Arena Castelão, em Fortaleza, terceiro maior estádio do Brasil e um dos 12 escolhidos como sede dos jogos da Copa do Mundo 2014 – além de já ter abrigado a Copa das Confederações 2013. Exemplo de modelo construtivo, foi o único a apresentar redução de custos, primeiro a ser concluído (15 de dezembro de 2012), o mais barato dos últimos quatro mundiais e o primeiro da América do Sul a obter a certificação ambiental internacional LEED.
Vale ainda ressaltar o projeto do SESC Nova Iguaçu, em Nova Iguaçu, no Rio de Janeiro. Trata-se de um dos projetos brasileiros mais significativos de seu tempo. Este projeto levou à indicação do prêmio Mies van der Rohe, em 1998.
Entre as maiores conquistas internacionais estão a "Menção Honrosa" obtida pelo projeto para o Grande Museu do Egito e o projeto finalista do concurso da Biblioteca Nacional do México, ambos em 2003. Também recebeu “Menção Honrosa” no concurso Plan Nueva Alameda Providencia (2015), em Santiago, Chile.

## Obra arquitetônica
Princípios apresentados pelo "Team X" como o abandono da cidade abstrata em favor da cidade específica, da valorização do espaço de pedestres em detrimento do sistema viário e da recuperação da rua como lugar de diversidade e troca foram adotados e aprimorados na arquitetura de Héctor Vigliecca.
Por meio da análise de seus projetos é possível recuperar muitos dos problemas da arquitetura e das questões que as cidades vêm enfrentando, bem como referências teóricas com as quais o arquiteto dialoga com propriedade. Sua atuação coincide com um período rico de discussões e mudanças no enfrentamento da complexa realidade das cidades, especialmente as brasileiras, que cresceram exponencialmente, sobretudo em áreas de ocupação informal.

## Cronologia - Projetos selecionados
- 1971 - Complexo Bulevar Artigas – Montevidéu, Uruguai
- 1973 - Embaixada do Uruguai em Brasília
- 1976 - Banco Geral do Comércio – Jaú, SP
- 1984 - Biblioteca Pública do Rio de Janeiro
- 1985 - Sesc Nova Iguaçu - Nova Iguaçu, RJ
- 1989 - Campus UniFIEO -  Osasco, SP
- 1991 - Conjunto Habitacional Rio das Pedras (Vila Mara) – São Paulo, SP
- 1997 - Rio Cidade II – Ramos (Rio de Janeiro – RJ) e Centro Cultural dos Correios (São Paulo-SP)
- 1998 - Nova sede da FAPESP – São Paulo, SP
- 2000 - Centro Aquático UNISUL – Palhoça, SC
- 2001 - Reurbanização da Rua 25 de Março e Reurbanização da Rua Oscar Freire – São Paulo, SP
- 2002 - Casarão do Carmo e Reconversão Urbana do Largo da Batata – São Paulo, SP
- 2003 - Grande Museu do Egito (Cairo, Egito) e Biblioteca Nacional do México (Cidade do México, México)
- 2003 - Complexo Esportivo do Ibirapuera e Vila dos Idosos – São Paulo, SP
- 2004 - Bairro Novo (São Paulo-SP), Reurbanização do Complexo Paraisópolis (São Paulo-SP), Urbanização de Heliópolis – Gleba A (São Paulo-SP), Grande Eixo de Beirute (Beirute, Líbano)
- 2005 - Nova Sede da Petrobras (Vitória-ES) e Biblioteca de Guadalajara (Guadalajara, México)
- 2006 - Biblioteca de Praga (Praga, República Tcheca) e Área de Portais/Colinas D´Oeste (Osasco-SP)
- 2007 - Laboratório da UFSCAR (São Carlos–SP), Plano urbanístico para o Bairro de Bonfim – OUC Tietê II (Osasco-SP)
- 2008 - Sede da CAF (Caracas, Venezuela), Arena Castelão (Fortaleza-CE), Secretaria do Esporte (Fortaleza-CE) e Nova sede da CAF
- 2009 - Assembleia Legislativa (Porto Alegre-RS), Complexo Batistão (Aracaju-SE), Residencial Sílvio Baccarelli (São Paulo-SP), Parque Novo Santo Amaro V (São Paulo-SP) e Parque Guarapiranga (São Paulo-SP)
- 2010 - Largo do Mercado e Praça dos Três Poderes – Florianópolis, SC
- 2011 - Plaza Armênia (Montevidéu, Uruguai), Fecomercio (Porto Alegre-RS), Renova SP – Morro do S4 (São Paulo-SP), Morar Carioca (Rio de Janeiro-RJ) e Porto Olímpico Carioca (Rio de Janeiro-RJ)
- 2012 - Museu da Energia - São Paulo, SP
- 2012 - Operação Urbana Consorciada Mooca Vila-Carioca (Bairros do Tamanduateí) – São Paulo, SP
- 2013 - Parque Olímpico de Deodoro - Rio de Janeiro, RJ
- 2014 - Anexo da Biblioteca Nacional - Rio de Janeiro, RJ
- 2015 - Alameda Providencia - Santiago, Chile